# Athar Al Farasha
Athar Al Farasha, La estela de la mariposa o The Trace Of The Butterfly es una película documental franco-egipcia dirigida por Amal Ramsis sobre su propio guion que se estrenó el 26 de febrero de 2015 en Estados Unidos.

## Sinopsis
El documental parte de la Masacre de Maspero, en la que fue asesinado Mina Daniel o Danial, el hermano de  Mary conocido como el “Guevara de la Revolución Egipcia”.  Esa muerte impulsó a Mary a seguir su mismo camino, utilizando su nombre e imagen para bregar por la libertad de su país. La película la acompaña repasando un período de dos años de una lucha durante los cuales su hermano estuvo de alguna manera presente. Según Sandy Wolf, la película “nos recuerda que por más duro que se ataque la libertad, los ideales nunca mueren”.

## El hecho
Se denomina Masacre de Maspero a la represión violenta realizado por fuerzas de seguridad de Egipto los días 9 y 10 de octubre de 2011 contra los manifestantes -mayoritariamente coptos-  que protestaban por la actitud del gobierno al que
le imputaban tolerancia hacia los grupos musulmanes anticristianos. En esos hechos hubo no menos de 212 heridos entre civiles y fuerzas de seguridad y 24 civiles muertos, incluidos entre estos últimos el reportero de la estación copta de televisión y el bloguero y activista Mina Daniel o Danial.

## Crítica
Matthew Dougall opinó del filme:

Ramsis sigue a Mary y la filma durante un período de dos años, y aunque la vemos claramente en el medio de estos violentos levantamientos, ella parece de alguna manera flotar casi como un fantasma a través de estas estruendosas multitudes. Sea intencionalmente o no, esto sitúa a Mary en un ambiente casi celestial y sobrenatural que parece jugar a favor de la realizadora pues nos estremece aun más las fibras del corazón. También hay en el documental un agradable elemento humano pues en lugar de enfocarse exclusivamente en Mina, su culto y cómo avanza la revolución después de su muerte, también hay una parte más reflexiva y tranquila en la que Mary cuenta acerca de su vida personal y las luchas que sobrellevó no solamente después de la muerte de su hermano sino también por un matrimonio forzado y sin amor, su reacción ante eso como cristiana copta viviendo separada por completo de su pareja, etc. Nuevamente, la formación religiosa asomando su fea cabeza, por así decirlo.”

## Difusión y premios
La película fue exhibida en el Festival de Cine de Estambul, en el Festival de Cine CINEQUEST en California, en el Her Africa Film Festival y en el Festival de Cine Africano IAWRT.  
Obtuvo los premios siguientes:
- Premio del Público en el Festival Internacional de Cine de Mujeres de Dortmund/Cologne.[9][10][11]